# Пианоро
Пиано̀ро (на италиански: Pianoro, на местен диалект Pianôr, Пианор) е град и община в северна Италия, провинция Болоня, регион Емилия-Романя. Разположен е на 200 m надморска височина. Населението на общината е 17 058 души (към 2010 г.).